# Fuorcla Grevasalvas
Die Fuorcla Grevasalvas ⓘ (rätoromanisch fuorcla, furschela aus dem lateinischen furcula für ‚kleine Gabel, kleiner Bergübergang‘ und Grevasalvas eine Komposition aus den rätoromanischen Wörtern greva für ‚feines Geröll‘, ‚Geröllhalde‘ und alv vom lateinischen albus für ‚weiss‘) ist ein Alpenpass im Schweizer Kanton Graubünden. Der Pass mit einer Scheitelhöhe von 2687 m ü. M. befindet sich südlich des Julierpasses und nördlich vom Silsersee.

## Lage und Umgebung
Die Fuorcla Grevasalvas gehört zur Lagrev-Gruppe, einer Untergruppe der Albula-Alpen. Über dem Pass verläuft die Gemeindegrenze zwischen Surses und Sils im Engadin/Segl. Er ist der einzige Übergang über die Bergkette von einiger praktischer Bedeutung.
Die Fuorcla Grevasalvas wird im Norden über den Talkessel Grevasalvas vom Oberhalbstein und im Süden durch das Oberengadin eingefasst und verbindet den Piz d’Emmat Dadaint (2928 m) im Westen mit dem Piz Lagrev (3162 m) im Nordosten.
Mit dem gleichen Namen wie der Pass befindet sich südlich des Passes die kleine Sommersiedlung Grevasalvas. In Grevasalvas wurde 1978 die 26-teilige Kinderserie Heidi produziert, die sich sehr eng an den Romanen Heidis Lehr- und Wanderjahre und Heidi kann brauchen, was es gelernt hat von Johanna Spyri orientierte. Ausserdem befindet sich nördlich der Fuorcla Grevasalvas der Bergsee Leg Grevasalvas im Talkessel Grevasalvas und südöstlich des Passes der Berg Piz Grevasalvas (2932 m).
Über dem Pass verläuft die Europäische Hauptwasserscheide, die den Zulauf zum offenen Atlantik im Norden (Eva Cheda, Gelgia, Albula, Hinterrhein, Rhein)  vom Zulauf zum Schwarzen Meer im Süden (Ova da la Roda, Inn, Donau) trennt.

## Routen zum Pass

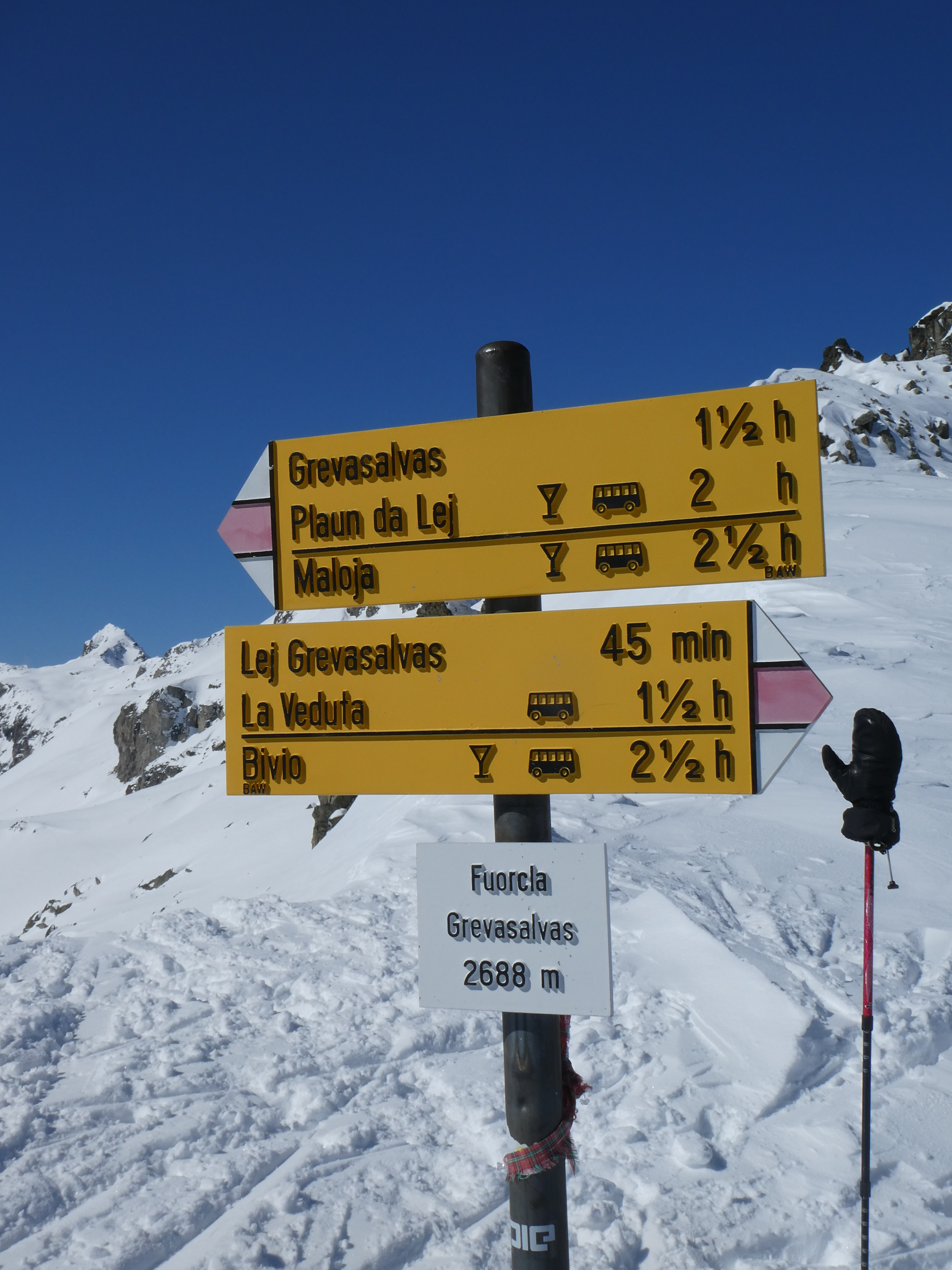
Wegweiser auf der Fuorcla Grevasalvas.

### Sommerrouten

#### Vorbei an Leg Grevasalvas
- Ausgangspunkt: La Veduta an der Julierpassstrasse (2237 m)
- Via: Leg Grevasalvas (2390 m)
- Schwierigkeit: B, als Wanderweg weiss-rot-weiss markiert
- Zeitaufwand: 1½ Stunden

#### Über den Südhang
- Ausgangspunkt: Plaun da Lej (1799 m)
- Via: Grevasalvas (1941 m), Plaun Grand
- Schwierigkeit: B, als Wanderweg weiss-rot-weiss markiert
- Zeitaufwand: 3 Stunden
- Bemerkung: Die Fuorcla Grevasalvas lässt sich auch von anderen Ausgangspunkten zwischen Maloja und Sils erreichen.

### Winterrouten

#### Von la Veduta
- Ausgangspunkt:  La Veduta an der Julierpassstrasse (2237 m)
- Via: Leg Grevasalvas (2390 m)
- Expositionen: N
- Schwierigkeit: L
- Zeitaufwand: 2 Stunden

#### Von Plaun da Lej
- Ausgangspunkt: Plaun da Lej (1799 m)
- Via: Grevasalvas (1941 m), Plaun Grand
- Expositionen: S, SE
- Schwierigkeit: L+
- Zeitaufwand: 3 Stunden

## Galerie

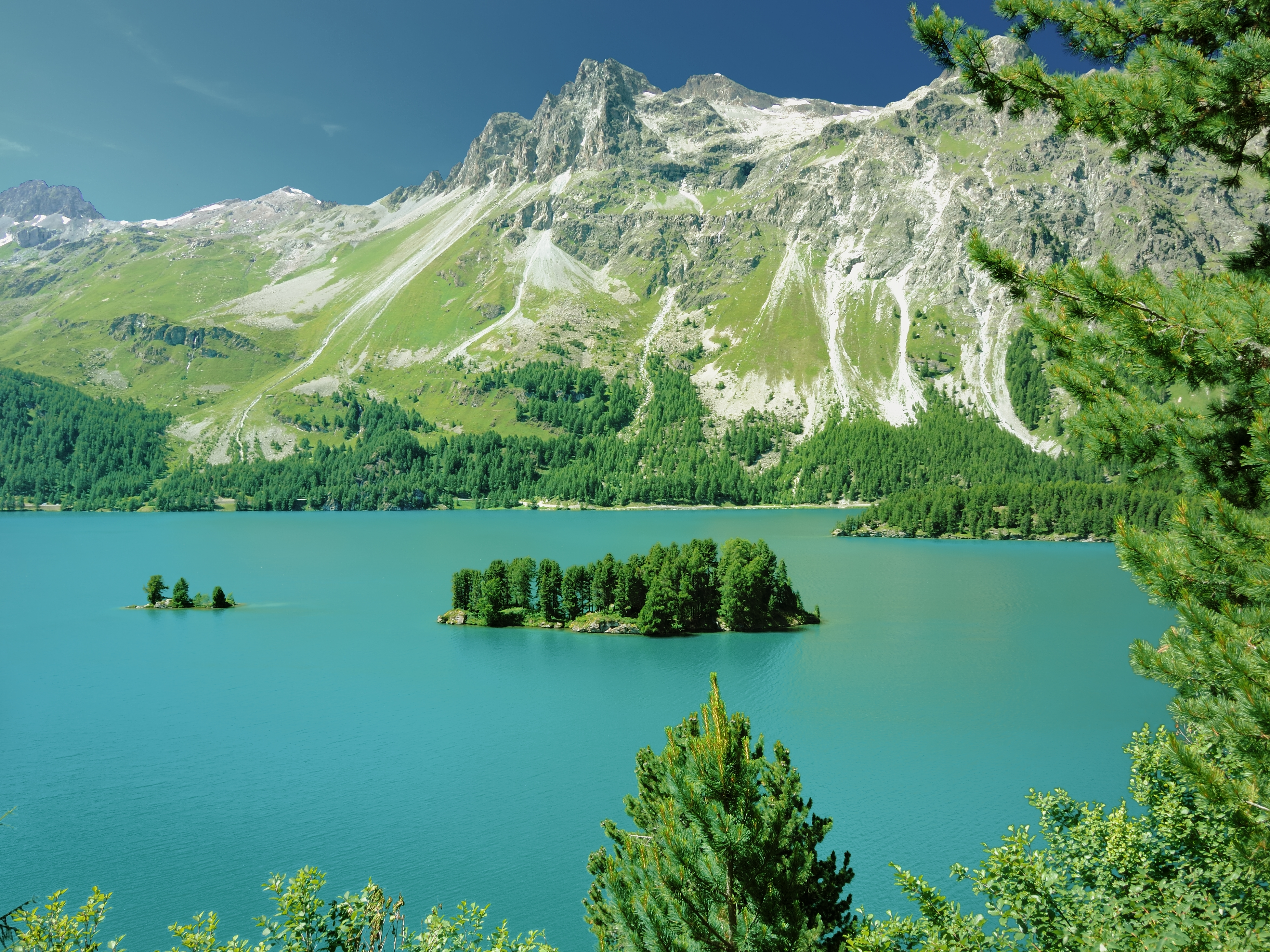
Die Südseite der Fuorcla Grevasalvas, aufgenommen vom Silsersee. In der Bildmitte der Piz Lagrev, links davon die Fuorcla Grevasalvas und der Piz d’Emmat Dadaint, ganz links der Piz Materdell.
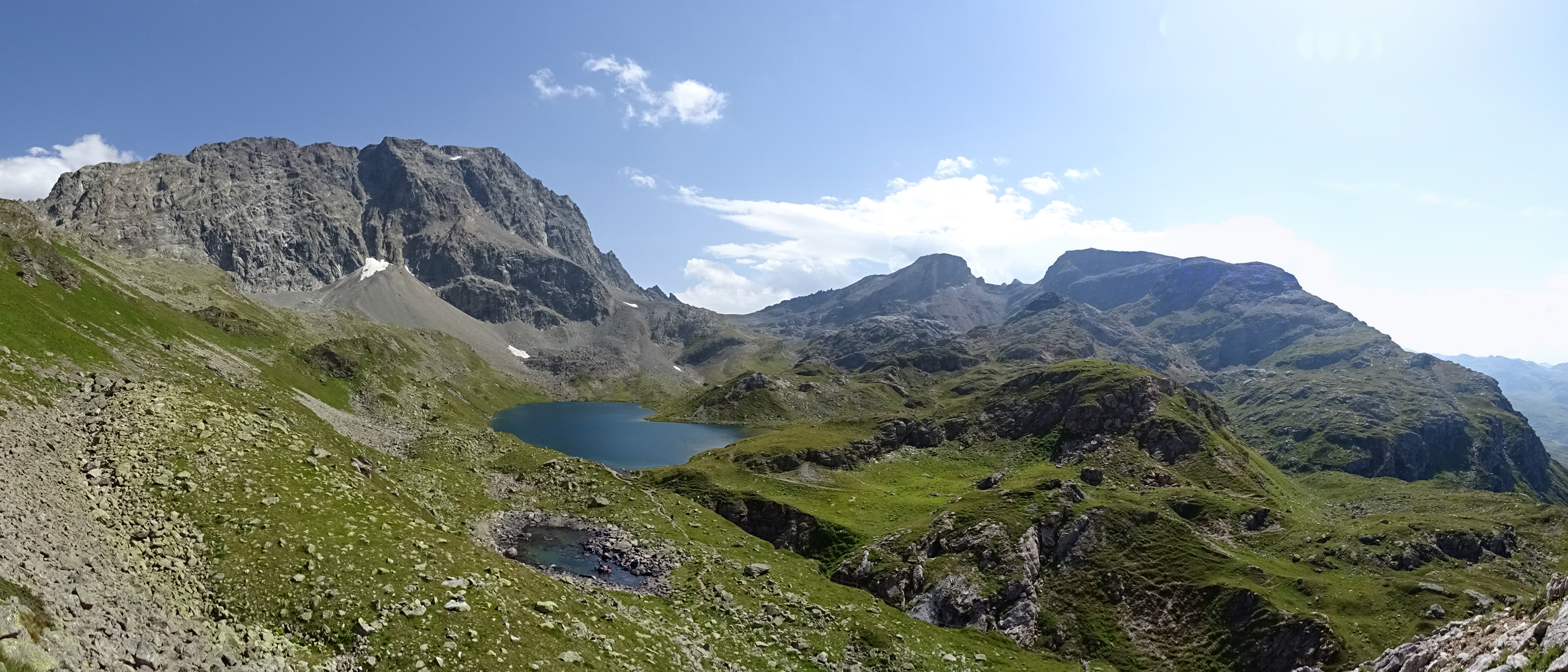
Leg Grevasalvas, dahinter v. l. n. r. Piz Lagrev, Fuorcla Grevasalvas, Piz d’Emmat Dadaint, Fuorcla d’Emmat und Piz d’Emmat Dadora.
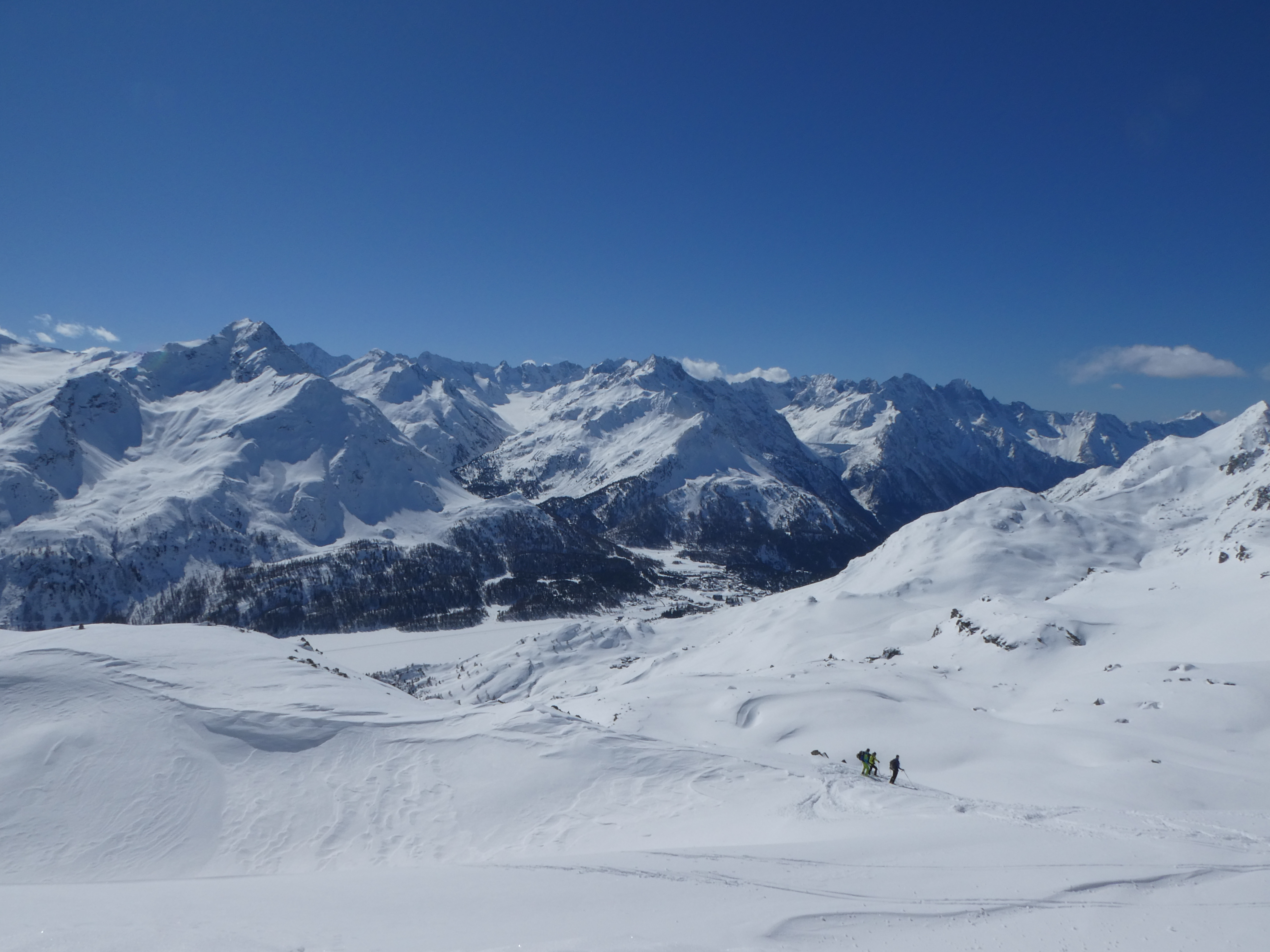
Blick Richtung Süden auf den westlichen Teil der Bernina-Alpen (Piz da la Margna, Cima di Rosso, Cima di Castello, Piz Cengalo, Piz Badile) und Maloja im Tal,